# Dicranum yezomontanum
Dicranum yezomontanum är en bladmossart som beskrevs av Noguchi 1952. Dicranum yezomontanum ingår i släktet kvastmossor, och familjen Dicranaceae. Inga underarter finns listade i Catalogue of Life.